# Bonnie Bonnie Lassie
Bonnie Bonnie Lassie é um filme norte-americano de 1919, do gênero comédia, dirigido por Tod Browning.

## Elenco
- Mary MacLaren - Alisa Graeme
- Spottiswoode Aitken - Jeremiah Wishart
- David Butler - David
- Arthur Edmund Carewe - Archibald Loveday (como Arthur Carewe)
- F. A. Turner (como Fred Turner)
- Clarissa Selwynne (como Clarissa Selwyn)

Eugenie Forde